# Паровая телега Кюньо
Теле́га Кюньо́ (фр. chariot à feu (fardier) de Cugnot) — прототип автомобиля и паровоза, который был построен во Франции в 1769 году военным инженером Никола Жозефом Кюньо (фр. Nicolas-Joseph Cugnot).

## История
В 1769 году французский изобретатель Кюньо испытал первый образец машины с паровым двигателем, известный как «малая телега Кюньо» (первый прошедший испытания образец выставлен в музее в Париже), а в 1770 году — «большую телегу Кюньо». Сам изобретатель назвал её «Огненная телега» — она предназначалась для буксировки артиллерийских орудий.
Второй вариант был построен и испытан в конце 1770 года, но в декабре того же года изобретатель и заказчик были отправлены в ссылку как сторонники оппозиции. Эти разработки предназначались для транспортировки тяжёлых военных грузов (пушек) и представляли собой скорее паровой автомобиль.
«Телегу Кюньо» считают предшественницей не только автомобиля, но и паровоза, поскольку она приводилась в движение силой пара. Паровая телега Кюньо имела привод на единственное переднее колесо. Однако, судя по всему, управляемость её была неважной, что послужило причиной первой в мире автомобильной аварии: на испытаниях изобретатель не справился с управлением, и чудо техники XVIII века снесло стену Арсенала. Правда, некоторые авторы ставят факт аварии под сомнение. В 1794 году телегу Кюньо откатили в парижский Музей искусств и ремёсел, где она до сих пор хранится в отличном состоянии.

## История проекта
В 1764 году Кюньо получил официальное поручение от французского военного министра маркиза де Шуазёля на создание парового тягача для нужд артиллерии. В октябре 1769 года Кюньо впервые продемонстрировал свою машину в Париже. Паровой котёл этой машины не имел топки, и чтобы разогреть воду в нём, на земле под котлом разжигали костёр. После того как давление пара поднималась до надлежащего уровня, машина отправлялась. Давления пара котла хватало лишь на 12 минут работы. Затем паровой котёл снова необходимо было наполнять водой, и зажигать под ним костёр. Несмотря на недостатки, двигатель весьма заинтересовал военного министра и он заказал Кюньо большую по размерам и более мощную машину.
22 апреля 1770 года была представлена следующая машина для апробации. В механизме парового котла этой машины уже была собственная топка. Сначала демонстрация устройства шла успешно, но в один из моментов заклинило систему управления, в результате чего агрегат врезался в стену и она рухнула. В июле 1771 года машину отремонтировали, однако в то время министр, который покровительствовал Кюньо, оказался в опале при дворе и работы Кюньо были прекращены. Кюньо таким образом был лишён необходимой финансовой поддержки.

## Характеристики
- Общая длина: 7,25 м
- Общая ширина: 2,19 м (по другим источникам 2,3 м)
- Колесная база: 3,08 м
- Переднеприводная машина с переднемоторной компоновкой
- Ведущее колесо диаметром 1,23 м (по другим источникам 1,28 м), ширина колеса 0,19 м. Колесо сделано из дерева с железным обручем.
- Диаметр задних колес: большего диаметра, чем переднее колесо, аналогично переднему.
- Расстояние между задними колесами: 1,75 м
- Двигатель — двухцилиндровый, паровой,
- Диаметр цилиндров — 325 мм,
- Ход поршня — 378 мм,
- толщина стенок 9 мм,
- Диаметр котла: 1,5 м (по другим источникам 1,34 м)
- Высота котла: 0,98 м
- Диаметр топки: 1 м
- Высота насыпного колодца топки: 0,30 м
- Топливо — дрова,
- Вес — 2,8 т,
- Грузоподъемность — 5 т,
- Скорость — 3-4 км/час.
- Запас хода — 1 км.
- Максимальный угол поворота: 15 градусов влево и вправо

### Конструкция телеги Кюньо
Телега имела массивную дубовую раму на трёх колёсах. Колеса были без рессор. Переднее колесо было направляющим. Над передним колесом был закреплен паровой котёл.
Трансмиссия машины была исполнена весьма необычным образом. Пар от котла отводился в два цилиндра с поршнями. Поршни работали попеременно, пока один из них поднимался, другой опускался. Поступательное движение поршней в цилиндрах превращалось с помощью механизма во вращательное движение переднего ведущего колеса. Поршни были соединены друг с другом коромыслом, благодаря которому обеспечивалось движение рычагов в противоположных направлениях. Кривошипно-шатунного механизма на машине не было. Переднее колесо было оборудовано храповым механизмом и проворачивалось двумя толкающими рычагами, каждый из которых поочерёдно нажимал на вырезы в ободах, прикреплённых к обеим сторонам переднего колеса. Каждый толчок проворачивал колесо на четверть полного поворота. Воз мог ездить как вперёд, так и назад в зависимости от того, в каком положении находится защёлка в механизме.
Идея переднего привода появилась вместе с идеей автомобиля и казалась логичной, ибо лошадь запрягают именно впереди повозки. Телега Кюньо имела привод на единственное переднее колесо, причём двигатель и трансмиссия располагались на имевшем форму ухвата металлическом подрамнике, также служившем вилкой переднего колеса. Такое расположение силового агрегата обусловило хорошую нагрузку на ведущее колесо, что было выгодно с точки зрения достижения высоких тяговых качеств, необходимых для выполнения основной функции «паровой телеги» — артиллерийского тягача (или же правильнее сказать парового грузовика для транспортировки пушечных стволов). Задняя часть транспортного средства предназначалась для размещения пушечного ствола которое прикреплялось снизу рамы.

## Оценка проекта
Для своего времени проект был революционным. Проблема для изобретателя состояла в общей недоразвитости техники XVIII века. Практически каждый элемент конструкции был сделан «с нуля». Паровой двигатель был модифицированным вариантом пароатмосферного двигателя Ньюкомена, который до этого не применялся для привода транспортных средств. Трансмиссия была уникальным механизмом, возможно, позаимствованным из часового механизма. Подвеска была примитивным вариантом телеги. Рабочая тормозная система отсутствовала вообще. Система управления для такого тяжёлого транспортного средства была примитивной и предполагала наличие у водителя незаурядной силы и выносливости. Главной же проблемой была примитивность переднемоторной компоновки агрегата. Без какой-либо автоматизации работы парового агрегата единственным вариантом обеспечения безотказной работы двигателя было бы включение в экипаж машины машиниста и кочегара, что в следующих самоходных средствах с паровым двигателем было обусловлено объединением моторного отделения с отделением управления. В целом машина не была пригодна для работы в реальных дорожных условиях в качестве тягача и была экспериментальным демонстрационным образцом.

## Копии
В нескольких музеях мира можно увидеть копии телеги Кюньо — во Франции, Италии, США.
| - Модель телеги Кюньо в масштабе 1:2, которая находится в мэрии родного села Кюньо Вуа-Ваконе. - Модель телеги Кюньо в Тампа-Бейском автомобильном музее (англ. Tampa Bay Automobile Museum), США, штат Флорида. - Модель телеги Кюньо в Национальном автомобильном музее в Турине, Италия. |

241 год спустя, в 2010 году, копия «телеги Кюньо» была построена объединёнными усилиями учеников института «Arts et Métiers ParisTech», французской «Grande école» (неофициальной организации Большие школы куда входят престижные вузы страны) и деревни Вуа-Вакон (Void-Vacon). Эта копия отлично работала, подтверждая результаты испытаний 1769 года и тем самым доказывая, что концепция была вполне жизнеспособна.
Эта копия была выставлена на Парижском автосалоне 2010 года. В настоящее время она представлена местной организацией в родной деревне Кюньо, в Вуа-Вакон.
| - Копия «телеги Кюньо» в 2015 году. - Запуск Телеги Кюньо. - Система реверса приводит ведущее колесо в движение. |